# UFC 64
UFC 64: Unstoppable fue un evento de artes marciales mixtas celebrado por Ultimate Fighting Championship el 14 de octubre de 2006 en el Mandalay Bay Events Center, en Las Vegas, Nevada, Estados Unidos.

## Historia
La tarjeta tuvo una pelea por el Campeonato de Peso Medio de UFC entre el campeón Rich Franklin contra Anderson Silva. También fue la primera defensa de Franklin en 7 meses.
La tarjeta también ofreció una pelea por el Campeonato de Peso Ligero de UFC entre el exalumno de The Ultimate Fighter Kenny Florian y el veterano de UFC Sean Sherk. Fue la primera pelea de campeonato de peso ligero de UFC, ya que en UFC 41 en 2003, B.J. Penn y Caol Uno empataron.
La pelea prevista entre Keith Jardine y Mike Nickels fue cancelada un día antes del evento cuando Nickels tuvo una lesión en el dorsal anterior durante un entrenamiento. La sustitución no se puede conocer en poco tiempo.

## Resultados

### Tarjeta preliminar
- Peso ligero: Kurt Pellegrino vs. Junior Assuncao

Pellegrino derrotó a Assuncao vía sumisión (rear naked choke) en el 2:04 de la 1ª ronda.
- Peso ligero: Clay Guida vs. Justin James

Guida derrotó a James vía sumisión (rear naked choke) en el 4:42 de la 2ª ronda.
- Peso medio: Yushin Okami vs. Kalib Starnes

Okami derrotó a Starnes vía TKO (golpes) en el 1:38 de la 3ª ronda

### Tarjeta principal
- Peso ligero: Spencer Fisher vs. Dan Lauzon

Fisher derrotó a Lauzon vía TKO (golpes) en el 4:38 de la 1ª ronda.
- Peso pesado: Carmelo Marrero vs. Cheick Kongo

Marrero derrotó a Kongo vía decisión (dividida) (29–28, 28–29, 29–28)
- Peso wélter: Jon Fitch vs. Kuniyoshi Hironaka

Fitch derrotó a Hironaka vía decisión (unánime) (30–27, 30–27, 30–25)
- Campeonato de Peso Ligero: Sean Sherk vs. Kenny Florian

Sherk derrotó a Floran vía decisión (unánime) (49–46, 49–46, 50–45) para ganar el campeonato vacante de Peso Ligero de UFC.
- Campeonato de Peso Medio: Rich Franklin vs. Anderson Silva

Silva derrotó a Franklin vía TKO (rodillazos) en el 2:59 de la 1ª ronda para convertirse en el nuevo campeón de Peso Medio de UFC.

## Premios extra
- Pelea de la Noche: Sean Sherk vs. Kenny Florian
- KO de la Noche: Anderson Silva
- Sumisión de la Noche: Clay Guida